# Brong-Ahafo
Brong-Ahafo is een van de tien regio's van Ghana en is gelegen in het midwesten van dat land. De regio grenst aan de westkant met buurland Ivoorkust. In het noorden grenst Brong-Ahafo aan de buurregio Northern, in het oosten aan Volta en in het zuiden van west naar oost aan Western, Ashanti en Eastern. De regionale hoofdstad is Sunyani. In 2000 telde Brong-Ahafo ruim 1,8 miljoen inwoners. Met een oppervlakte van een kleine 40.000 vierkante kilometer is Brong-Ahafo op Northern na de grootste regio van Ghana. De regio ligt in twee klimaatzones. Het noordoosten bestaat uit savanne terwijl het zuidwesten een regenklimaat heeft. In Brong-Ahafo bevinden zich toeristische trekpleisters als de Watervallen van Kintampo en het Boabeng-Fiema Apenreservaat. Brong-Ahafo werd op 4 april 1959 gecreëerd bij de afsplitsing van de regio Ashanti.

## Bevolking
Volgens de volkstelling van 2010 telt de regio Brong-Ahafo ruim 2,3 miljoen inwoners, hetgeen een verviervoudiging is vergeleken met de volkstelling van 1960.
| Jaar | Bevolking | Bevolkingsdichtheid | Urbanisatiegraad |
| ---- | --------- | ------------------- | ---------------- |
| 1960 | 587.920   | 14,8                | 16%              |
| 1970 | 766.509   | 19,4                | 22%              |
| 1984 | 1.206.608 | 30,5                | 27%              |
| 2000 | 1.820.806 | 45,9                | 37%              |
| 2010 | 2.310.983 | 58,4                | 45%              |

In 2010 is zo'n 40% van de bevolking 14 jaar of jonger, terwijl 6% zestig jaar of ouder is. 

#### Religie
De meeste inwoners in Brong-Ahafo zijn christelijk (73%). Iets minder dan een kwart van de bevolking behoort tot de charismatische beweging of tot het pentecostalisme (25%). Eén op de vijf inwoners is lid van de Katholieke Kerk in Ghana (20%). Verder is circa 18% protestants, 17% is islamitisch en ongeveer 10% behoort tot andere christelijke groeperingen. Minder dan 3% hangt een vorm van natuurgodsdiensten aan en 7% is ongodsdienstig.

## Districten
Brong-Ahafo is onderverdeeld in negentien districten:
- Asunafo North
- Asunafo South
- Asutifi
- Atebubu-Amantin
- Berekum
- Dormaa
- Jaman North
- Jaman South
- Kintampo North
- Kintampo South
- Nkoranza
- Pru
- Sene
- Sunyani
- Tain
- Tano North
- Tano South
- Techiman Municipal
- Wenchi

Ashanti · Brong-Ahafo · Central · Eastern · Greater Accra · Northern · Upper East · Upper West · Volta · Western